# Ragazza di Egtved

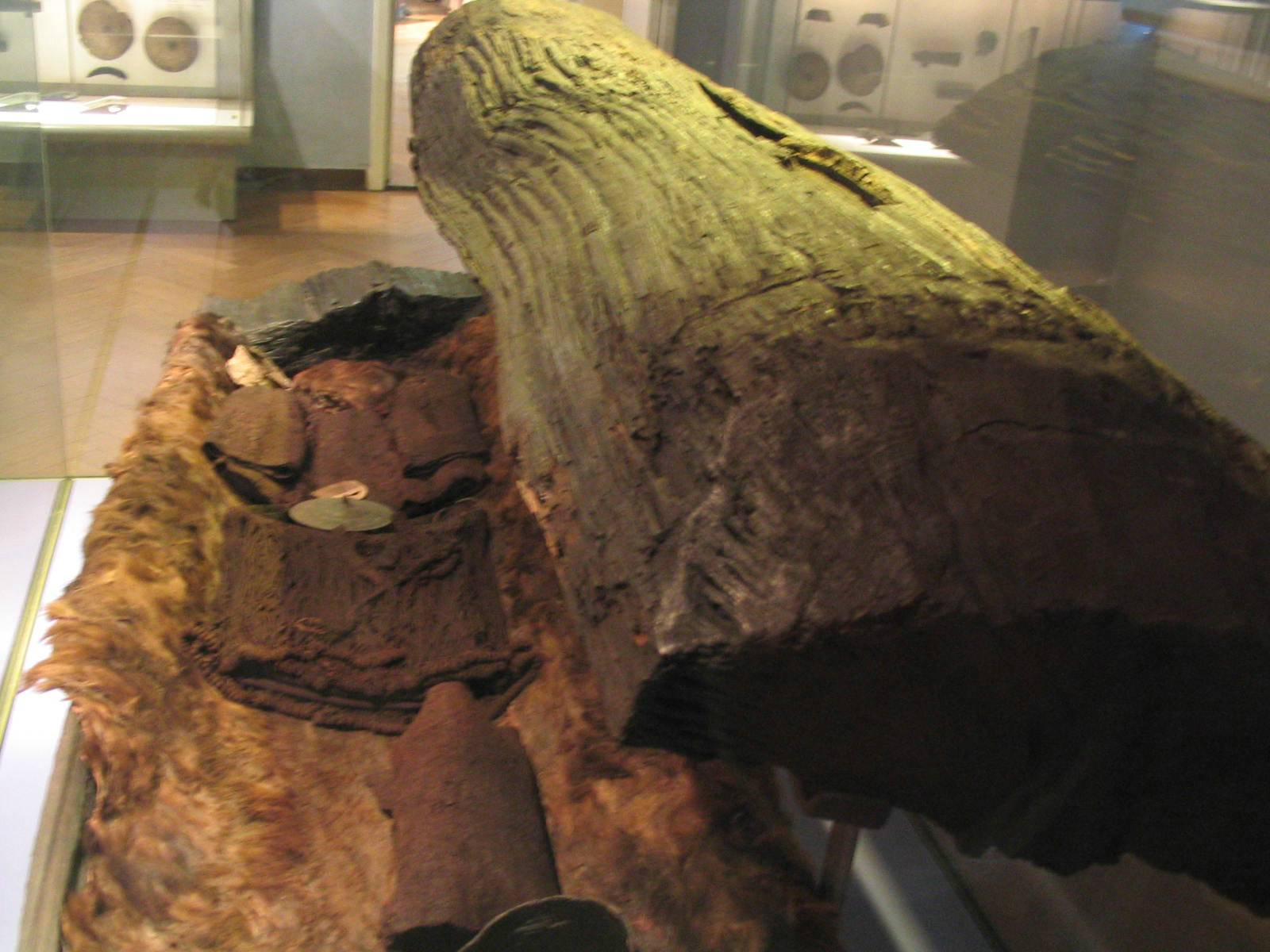
I resti della ragazza di Egtved.

Ragazza di Egtved è il nome attribuito ai resti ben conservati di una giovane donna dell'età del bronzo nordica, vissuta all'incirca nel 1390-1370 a.C., la cui sepoltura è stata scoperta in Danimarca nel 1921, nei pressi di Egtved. La ragazza aveva circa 16-18 anni al momento della morte, era di costituzione magra, alta 160 centimetri, con corti capelli biondi e unghie ben curate. La sua tomba è stata datata al 1370 a.C. circa. È stata scoperta insieme ai resti cremati di un bambino in un tumulo largo circa 30 metri e alto 4. Della ragazza si sono preservati solo i capelli, i denti, le unghie, e parte della pelle.
La ragazza, forse, era una sacerdotessa o una danzatrice del culto solare (difatti alcune statuette ritrovate a Grevensvaenge della stessa epoca avevano la stessa foggia di vestiti) e, forse, era stata promessa in matrimonio ad una personalità locale.

## Scavi

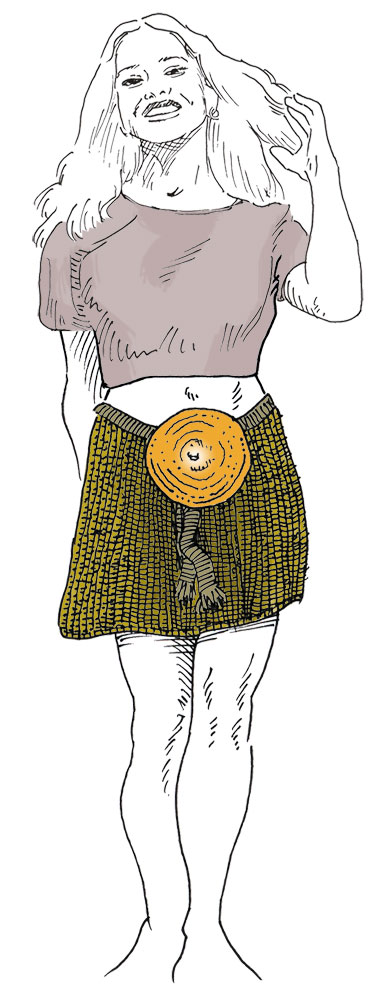
Ricostruzione.

Nel tumulo, scavato nel 1921, fu trovata una bara con un allineamento est-ovest. Fu trasportata sigillata al Museo nazionale danese a Copenaghen, dove furono scoperti i resti.
La ragazza era stata sepolta completamente vestita su una pelle di mucca. Indossava un corpetto sciolto, con maniche che raggiungevano il gomito. Aveva la vita nuda e indossava una gonna corta fatta di stringhe. Aveva braccialetti di bronzo e una cintura di lana con un grande disco decorato con spirali e una borchia. Ai suoi piedi furono rinvenuti i resti cremati di un bambino di età compresa fra i 5 e i 6 anni. Questo bambino forse si tratta di una vittima sacrificale per accompagnare la ragazza di Egtved nel suo viaggio nell'aldilà e verosimilmente non si tratta di un figlio della ragazza visto la giovane età della fanciulla. Vicino alla sua testa c'era una piccola scatola di corteccia di betulla che conteneva un punteruolo, spille di bronzo e una retina per capelli.
Nella bara furono inoltre rinvenuti fiori di achillea, e un recipiente che aveva contenuto birra fatta con grano, miele, mirto di palude e mirtillo rosso. Il suo particolare vestito, che fece scalpore quando fu portato alla luce nel 1921, è l'esempio meglio conservato di uno stile diffuso nel Nord Europa durante l'età del bronzo. La buona conservazione dei resti della ragazza di Egtved è dovuta alle condizioni acide del suolo.
Analisi dello stronzio nei suoi capelli, unghie e denti indicano che probabilmente era nata e cresciuta nella Germania sud-occidentale, nei pressi della Foresta Nera, ed aveva viaggiato molto durante gli ultimi anni della sua vita. Queste analisi dimostrano che la ragazza di Egtved si è spostata più volte negli ultimi anni di vita.